# Festival Altaveu
El Festival Altaveu, també conegut com a Festival de la Música i la Cançó de Sant Boi de Llobregat, és un festival de música que se celebra anualment el mes de setembre a Sant Boi de Llobregat des de 1989. El 2013 celebra la seva 25a edició, dirigida per Albert Puig. Actualment, a nivell estilístic, és un festival de línia oberta i plural, on es barregen artistes de renom amb autors locals, així com diversos estils musicals alhora. El Festival està organitzat per l'Ajuntament de Sant Boi de Llobregat. La mitjana d'assistència és d'uns 13.000 espectadors per edició.

## Història
El Festival va néixer l'any 1989 amb la voluntat reivindicar la cançó d'autor feta a Catalunya. En aquests 25 anys han passat pel Festival músics amb estils tan diferents com la música d'autor, el pop-rock, músiques tradicionals i ètniques, el jazz, l'electrònica o el flamenc.
Han passat pels seus escenaris artistes com Ovidi Montllor, Lluís Llach, Maria del Mar Bonet, Albert Pla, Raimon, Joan Manel Serrat, Pau Riba, Jaume Sisa, Roger Mas, Carlos Cano, Adrià Puntí, Sopa de Cabra, Companyia Elèctrica Dharma, Lax'n'Busto, Loquillo, Paco Ibañez, Pedro Guerra, Ruper Ordorika, 
Leó Ferré, Georges Moustaki, Nick Lowe, Compay Segundo, Rachid Tahá, Siniestro Total, Kiko Veneno, Jabier Muguruza, Antonio Vega, Santiago Auserón, Manolo García, Astrud, Joana Serrat, Fundación Tony Manero, Kepa Junquera, Amparanoia, Ojos de brujo, Llibert Fortuny, Tomatito, Duquende, Remedios Amaya, Carmen Linares, Enrique Morente, Estrella Morente, Miguel Poveda, Núria Graham… entre molts altres.

## Seccions
- L'Altaveu Emergent és una secció del Festival que combina música i noves tecnologies a partir del planter dels grups locals i comarcals, en col·laboració amb MusicLab de Citilab i l'associació musical Cultura F.[3]

- L'Altaveu Frontera és una secció competitiva de grups revelació del panorama musical català. Els guanyadors del concurs actuaran en directe al mateix Festival.[3]

## Premis Altaveu
A principis del festival s'entreguen els Premis Altaveu, que reconeixen als artistes, entitats, trajectòries i iniciatives que 
d'una manera destacada han enriquit la música produïda a Catalunya durant el darrer any. El jurat dels premis està format per músics, periodistes i professionals del món de la música, juntament amb l'organització del Festival.